# Distretto di Ouaguenoun
Il distretto di Ouaguenoun è un distretto della provincia di Tizi Ouzou, in Algeria.

## Comuni
Il distretto di Ouaguenoun comprende 3 comuni:
- Ouaguenoun
- Illilten
- Imsouhel